# Война антиренты

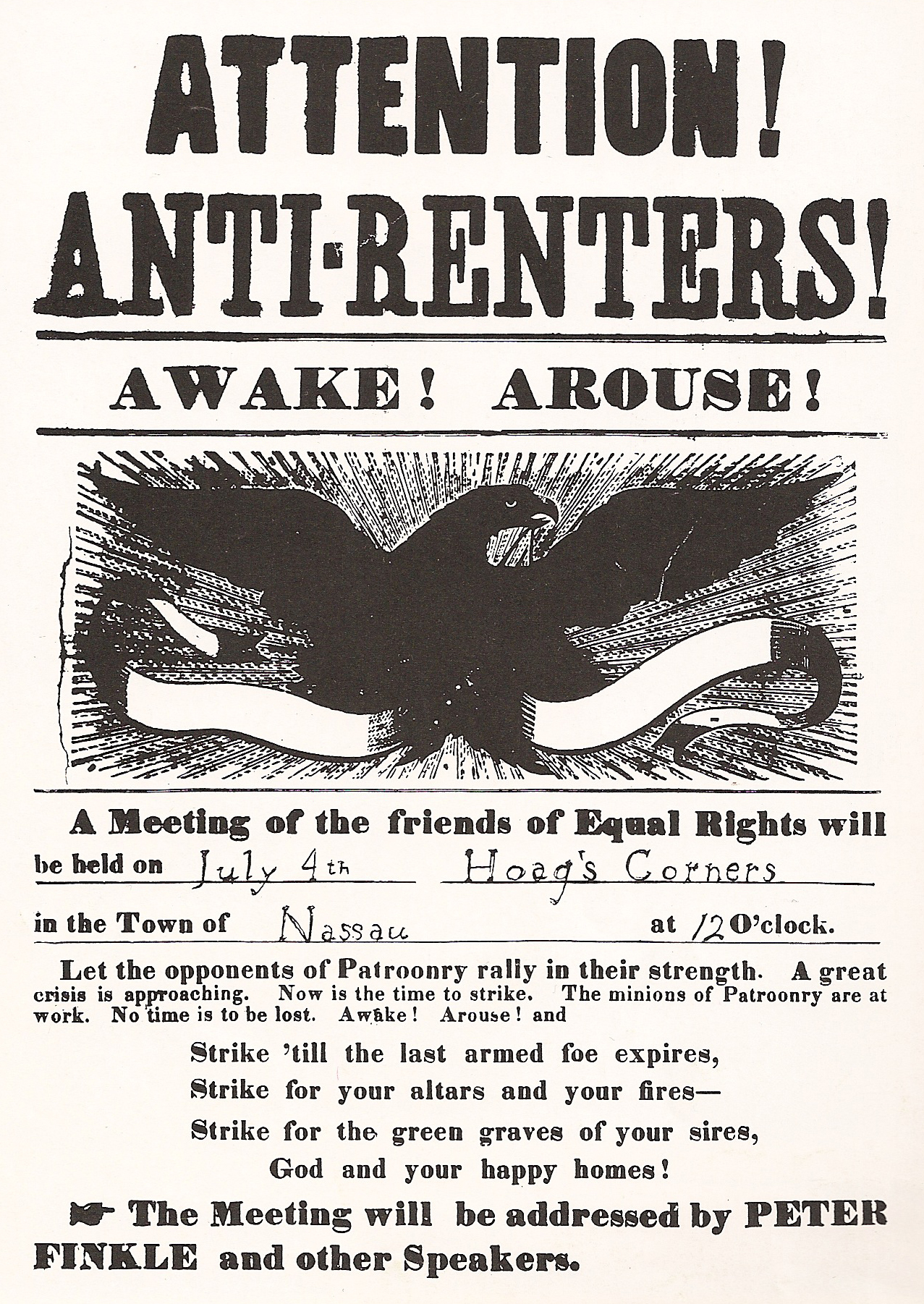
Плакат объявляющий итоги собрания в городе Насау Nassau

Антиарендная война (англ. Anti-Rent War, англ. Helderberg War) — война гражданского протеста фермеров Нового Света арендовавших земли в Северной Америке на территории современного штата Нью-Йорк (Соединённые Штаты Америки), которая продолжалась с января 1839 года по 1846 год включительно.
Фермеры северной части американского штата Нью-Йорк негодовали из-за старых законов на лизинговой основе основанной на полуфеодальной практике, которые были установлены прежними голландскими землевладельцами. В 1839 году, арендаторы округа Олбани отказались выплачивать, по их мнению грабительскую, арендную плату. Толчком к этому послужила смерть 26 января 1839 года крупнейшего землевладельца и вице-губернатора Нью-Йорка Стивена ван Ван Ренсселаера (Stephen Van Rensselaer).
Арендаторы сначала организовывали многотысячные митинги протеста, однако, они весьма быстро переросли в настоящие погромы. Губернатор штата был вынужден обратиться к силовым структурам, чтобы положить конец насилию, вытекающие из этого недовольства. Масштабное сопротивление сбору налогов и арендной платы быстро распространение по всему штату, и в 1845 году, губернатор объявил в регионе военное положение.
Американские фермеры были прекрасно вооружены и имели отличные навыки владения оружием, причём боевые действия велись на отлично знакомой им территории, где они пользовались всесторонней поддержкой практически всех местных жителей. Помимо этого, солдаты армии США также не проявляли особого энтузиазма в этом вооружённом конфликте. Поэтому, правительство США в 1846 году пошло на уступки и отменило кабальные арендные законы.
Борцов за права арендаторов называли антирентиеры. В начале XX века «Энциклопедический словарь Брокгауза и Ефрона» давал им следующее описание:

«Антирентиеры — так называются те поселенцы Нью-Йоркского штата, которые стремились к уничтожению сохранившихся ещё от времени Голландско-Вест-Индской компании вассальных отношений к владетелям земли в бассейне Гудзоновой реки. В 1838 г. они организовались в союзы (anti-rent-associations) и совершили много жестокостей над собственниками земли. Только энергическим вмешательством государственной власти удалось подавить это открытое возмущение. Вскоре, однако, А. образовали политическую партию, которая долгое время оказывала решающее влияние на выборы государственных чиновников и своею деятельностью успела существенно смягчить многие несправедливости, сохранившиеся от прежних ленных отношений. Начиная с 1847 агитация все более и более затихала, хотя землевладельцы неохотно подчинялись решению судов. Только в июле 1869 беспощадная строгость землевладельцев в графстве Ренсилер снова разожгла вражду между ними и фермерами.»